# Mike McCoy (giocatore di football americano)
Michael Patrick McCoy (Erie, 6 ottobre 1948) è un ex giocatore di football americano statunitense che ha giocato nel ruolo di defensive tackle nella National Football League (NFL). Al college giocò a football all'Università di Notre Dame

## Carriera
Dopo una carriera da All-American a Notre Dame, McCoy fu scelto dai Green Bay Packers come secondo assoluto nel Draft NFL 1970. Nel 1970 fu premiato come rookie dell'anno dei Packers e nel 1973 e nel 1976 guidò la franchigia in sack. Nel 1977 passò agli Oakland Raiders e concluse la carriera passando due stagioni coi New York Giants nel 1979 e 1980.

## Statistiche
| Partite totali | 132 |
| Intercetti     | 1   |